# 特拉斯卡拉邦聯
特拉斯卡拉（[tɬaʃ.ˈká.lːaːn̥]），又称特拉斯卡拉共和国、特拉斯卡拉王国，是前哥伦布时期的一个政治实体，位于现在的墨西哥中部，其首都为特拉斯卡拉。
特拉斯卡拉虽有君主——特拉托阿尼，但事实上是一个类似共和制的国家，其最高统治机构是一个由50至200名酋长官员（单数：teuctli，复数：teteuctin）组成的委员会。这些酋长官员来自贵族阶层（pilli）或平民阶层（macehualli），分别在国内有自己的岗位，尤其是在战争中。
特拉斯卡拉与阿兹特克帝国一向敌对，并且经常发生战争。在西班牙征服阿兹特克帝国时，特拉斯卡拉与埃尔南·科尔蒂斯结为同盟，并协助西班牙人攻打鐵諾茲提朗。1545年，被西班牙殖民者拆分为四个封地：奥科特洛尔科、蒂萨特兰、基亚维斯特兰、特佩蒂克帕克。